# 天安門
座標: 北緯39度54分26.4秒 東経116度23分27.9秒 / 北緯39.907333度 東経116.391083度
天安門（てんあんもん、簡体字中国語: 天安门、拼音: Tiān'ānmén、満洲語:ᠠᠪᡣᠠᡞ
ᡝᠯᡥᡝ
ᠣᠪᡠᠷᡝ
ᡩ᠋ᡠ᠋ᡴᠠ、転写：abkai elhe obure duka）は、中華人民共和国の北京市東城区に位置する城門で、明・清代の王宮「紫禁城（現・故宮博物院）」の第一門（※正門は第二門の『午門』）。楼上で毛沢東が中華人民共和国の建国宣言を行い、中華人民共和国の国章にもその姿が描かれるなど、中華人民共和国の象徴のひとつとされている。天安門広場とは長安街を隔てて隣接する。

## 歴史

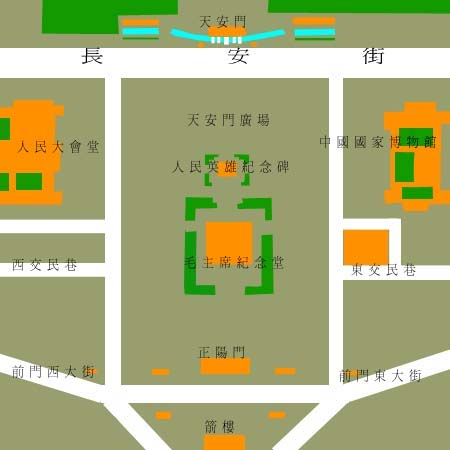
天安門付近の地図

天安門の場所に建てられた最初の城門は、紫禁城を建設した明の永楽帝時代の1417年に建設された「承天門」である。この門は1457年に落雷で焼失し1465年には再建されるが、1644年の李自成の北京攻撃によって明王朝が滅亡した際に再度焼失した。その後、清の順治帝時代の1651年に再建され、このときに「天安門」という名に改められた。
この天安門という名称は「天上の平和の門」という意味にも取れるが、満洲語の名称は「天命を受けて安定した（平和な）国を治める」の意であり、それを省略した形が「天安門」と考えられる。なお、昔は紫禁城の北にある景山のさらに北に「地安門」があった。
明・清両王朝時代は、大きな法律や命令は最初にこの門から発表された。また、出発したり凱旋する軍隊を皇帝が謁見する場所でもあった。　1949年10月1日に行われた中華人民共和国の建国式典で、毛沢東は建国宣言をこの門の上で行った。それ以降この門は中華人民共和国の象徴とされる。1952年には大規模な改修が行われた。
現在の天安門は1970年に再建された現代建築。築320年の門は老朽化のため、秘密裏に1969年12月15日から20日間で完全に解体され、1970年4月7日に現在の門がお披露目された。外観デザインは従来のものを踏襲したが、台座は鉄筋コンクリート造りに改められ、新たにエレベーターや冷暖房、放送設備を完備。楼閣部分の柱や梁などは一部に解体した旧・東直門の古材が使われたものの、大半はマレーシアやアフリカ諸国から取り寄せた高級木材が用いられた。
2018年6月から、城楼内の浸水や壁画の亀裂、老朽設備の更新などを目的とする大改修に着手。建国70周年を控えた2019年5月の完了を予定し、改修工事期間中は観光客の参観を中止している。
かつては紫禁城の正門であったが、現在の故宮博物院の正門はさらに北にある「午門」となっている。
2024年7月27日に「北京中軸線：中華の理想的秩序を示す建造物群」の一部として世界遺産に登録された。

## 構造
5つの通路をうがった城壁の上に木造の楼閣が建てられた、中国の代表的な城門建築である。楼閣の中は現在、中国政府要人が諸行事の際に天安門に立つ時の前後に休息を取るための椅子やソファーが置かれている。城壁に空けられた5つの通路のうち、かつて中央の一回り大きな通路は皇帝用だった。長さは27メートルあり、現在は中央の通路以外は閉じられていることが多い。

## 肖像画・スローガン

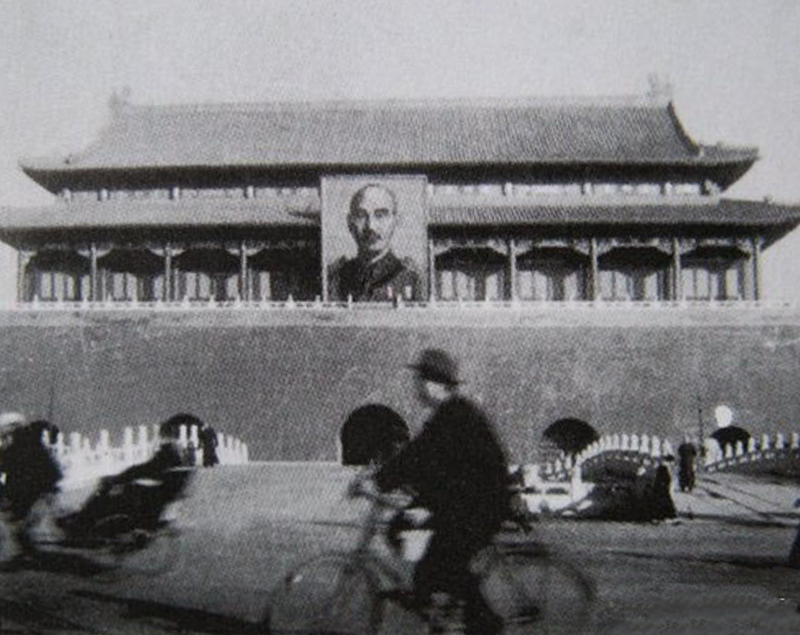
天安門正面に掲げられた蔣介石の肖像画

天安門正面に掲げられた毛沢東の現在の肖像画

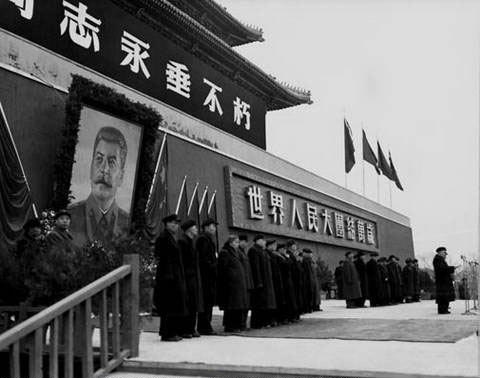
天安門正面に掲げられたヨシフ・スターリンの肖像画（1953年）

1930年代以降は、中央の通路のすぐ上に中国国民党の指導者の蔣介石の巨大な肖像画が掲出されていた。その後1949年に国共内戦に勝利し中国大陸を支配することになった中国共産党の指導者の毛沢東はこれを受け継ぎ、蔣介石時代より中央の通路に近い位置に配置して毛沢東の肖像画が現在に至るまで掲示されている。ただし、1953年3月9日にはソビエト連邦の最高指導者であるヨシフ・スターリンを追悼して例外的にスターリンの肖像画に掛け替えられたこともあった。
肖像画の縦は約6メートルある。建国当時は軍服姿の毛沢東の肖像であったが1950年代半ばに「人民に親しまれるように」との目的で人民服姿の毛沢東に改められた（1960年説もあるが、1959年の建国10周年国慶節の映像を見るとすでに人民服姿である）。当初は張仕振が描いた完全な絵であったが、現在は写真をもとに精密に描かれたものになっている。
肖像画の絵は少なくとも建国から今日まで4回バージョンが変わっている。軍服姿（1949年～50年代半ば）→真正面からの人民服姿（50年代半ば〜60年代半ば）→やや斜めを向いた人民服姿（60年代半ば〜80年代＝毛主席語録にも採用されている有名なもの（参考））→現在の真正面からの人民服姿。現在の肖像画は画家・葛小光の作品である。
この肖像画は油彩式で、国慶節の前日9月30日に塗り替えられ、10年ごとに更新される。1989年の六四天安門事件（第2次天安門事件）では学生が投げた（とされる）ペンキで汚されたことがある。なお2006年には60年代半ばから掲げられたバージョンの肖像画の元絵がオークションにかけられた、と人民日報が報じた。
肖像画の両側には左に「中華人民共和国万歳」（簡体字: 中华人民共和国万岁）、右に「世界人民大団結万歳」（簡体字: 世界人民大团结万岁）という大きなスローガンが掲示されている。これは胡喬木によってデザインされた。なお建国時の右側のスローガンは「中央人民政府萬歲」であったが、1950年に現在の内容に変更された。また、当初は繁体字（左側が「中華人民共和國萬歲」、右側が「世界人民大團結萬歲」）だったが1964年に簡体字に変更された。また、1970年に木製から金属製に変更された。

## 参観
1988年から楼閣が一般に公開された。途中諸行事のある時や1989年の「六四天安門事件」の頃などは公開が中止されたが、おおむね継続的に一般公開は継続されている。入場券売り場と入り口は、門の北側（故宮博物院側）にある。入場料は15元で、外国人は小人も同額となっている。
かばんや荷物は一切持込が認められておらず、入場券売り場近くの一時預け所に預けることになるが、カメラの持ち込みは認められている。入場の際には空港のように金属探知装置を通った後に簡単なボディチェックを受ける。門の上での撮影は可能だが、建物内での撮影は禁止されている。門の上では記念品の発売もある。

## ギャラリー

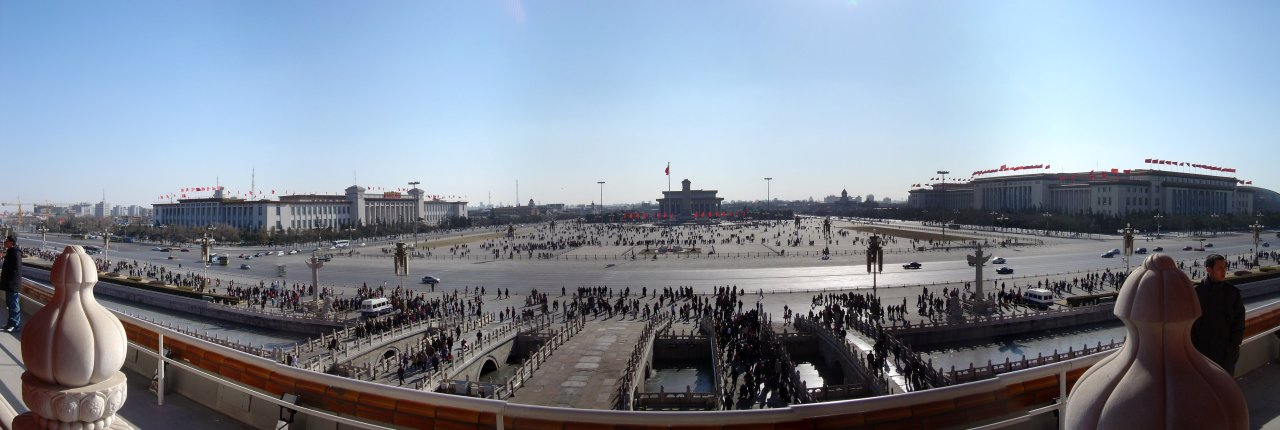
天安門から見た天安門広場全景。正面が人民英雄紀念碑と毛主席紀念堂、左が中国国家博物館、右が人民大会堂